# 漢堡地鐵 DT5 型電聯車
DT5型是漢堡地鐵的電聯車，是其系統中第一種有空調以及車廂之間通道的列車。

## 編成
DT5的每個編組是由三節永久連結的車廂構成，車廂之間有通道，乘客可以通行 最多可由三個編組連結編成列車。

## 内部
内裝使用红色的软垫座位，有空間供輪椅 和婴儿车使用。 車內顯示板會顯示接下來的四個車站。車內有攝影機 與空调。

## 技术规格
本型車採關節式設計（列車兩端的車廂只有一個轉向架，而中間車廂有兩個轉向架）。 車廂為不鏽鋼製，使用三相馬達驅動。 为了减轻重量，DT5列车使用铝制碟盘，結果剎車時會發出巨大的尖銳聲音。